# 道の駅田辺市龍神ごまさんスカイタワー

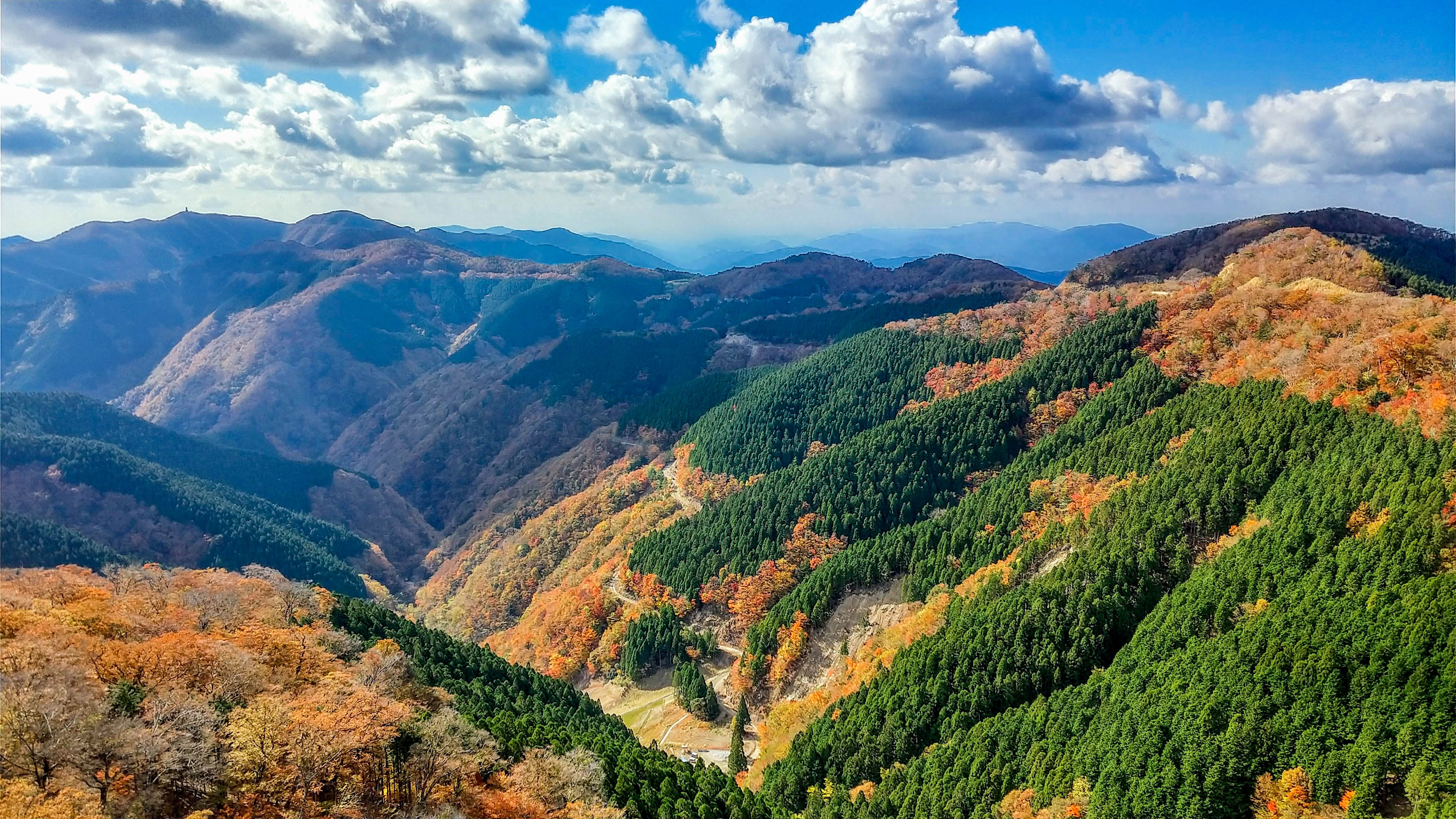
スカイタワーからの眺め（2021.11）

道の駅田辺市龍神ごまさんスカイタワー（みちのえき たなべしりゅうじんごまさんスカイタワー）は、和歌山県田辺市龍神村龍神にある国道371号の道の駅である。
広い駐車場は関西有数の天体観測、天体観望スポットとなっており、夜間でも利用者が多い。

## 施設
- 駐車場
  - 普通車：50台
  - 大型車：4台
  - 身障者用駐車場：1台
- トイレ
  - 男性：9器
  - 女性：7器
  - 身障者用：2器
- 物産販売所（1階、平日 9:30 - 17:00・土日祝日 9:00 - 17:00）
- 及川眠子文庫（2階） - 和歌山市出身の作詞家である及川の私設文庫（貸出不可）[7]。2021年秋、及川の個人事務所「株式会社及川眠子事務所」の所在地が当道の駅に登記を移転している（居住地は東京都のままで変更なし）[7][8]。
- レストラン（10:00 - 15:00）
- 展望塔（平日 9:30 - 16:50、土日祝日 9:00 - 16:50） - 高さが33mある展望塔で[4]、入場は有料（300円）[4][5]。

### 管理団体
- 設置者：田辺市
- 指定管理者：龍神はーと[1]

## 休業日
- 夏季（4月1日 - 11月30日）：無休
- 冬季（12月1日 - 3月31日）：当該期間は全日休業[4]

## アクセス
- 国道371号（高野龍神スカイライン）[3][4][5] - 登録路線

### 路線バス
- 急行 高野龍神線（予約制・冬期運休）
  - 高野山駅 - 奥の院前 - 護摩壇山（南海りんかんバス）

## 周辺
- 熊野古道
- 龍神温泉
- 護摩壇山[4]
- 龍神岳